# Eva Krejčířová
Eva Krejčířová (* 1. září 1980 Hradec Králové) je česká profesionální tanečnice a učitelka. Své první soutěže se zúčastnila, když jí bylo jedenáct let. Třikrát se také účastnila taneční soutěže České televize nazvané StarDance …když hvězdy tančí. Ponejprv byl jejím partnerem televizní sportovní komentátor Jaromír Bosák a s ním ve dvojici dosáhla v roce 2008 na třetí místo. Při své druhé účasti, v roce 2013, skončila pátá. Tehdy jí byl partnerem hudebník Ondřej Brzobohatý. Potřetí skončila roku 2016 nejprve devátá s partnerem Ladislavem Vízkem, ale vzápětí u jiného tanečníka – Ondřeje Banka – nahradila jeho dosavadní taneční partnerku Kamilu Tománkovou, jež odstoupila kvůli zdravotním obtížím. S Bankem pak Krejčířová soutěž dokončila na druhém místě. Za své největší úspěchy však považuje druhé a dvě třetí místa na mistrovství České republiky tanečních profesionálů.
K roku 2008 byla učitelkou v královéhradecké taneční škole Krok a se svým tanečním partnerem vystupovala na společenských akcích po České republice. V roce 2016 ji jako jednu ze svých lektorek uvádělo pražské taneční studio Tančírna, jehož majitelem je Petr Čadek. Ve videochatu České televize  Eva Krejčířová uvedla, že učí v pražské taneční škole v Madridské ulici (zřejmě ) a také v tanečním klubu STK-Praha. 
V říjnu 2019 získala Eva Krejčířová se svým novým španělským tanečním partnerem Gerardem Pérezem Raventósem
 3. místo na mistrovství světa v latinskoamerických tancích v kategorii nad 30 let.

 V roce 2021 uvádí Evu Krejčířovou jako svou lektorku Moving World Praha.